# René Gevers
Pour les articles homonymes, voir Gevers.
René Gevers, né le 20 février 1869 à Bruxelles et mort le 4 mai 1939 à Saint-Gilles, est un peintre, aquarelliste et pastelliste belge.

## Biographie

### Famille
René (Auguste Albert Louis René) Gevers, né le 20 février 1869 à Bruxelles, est le fils d'Henri Auguste Gevers (1833-1898), négociant, et de Marie Albertine Dams (1836), mariés à Bruxelles le 16 octobre 1866.

### Carrière
La carrière de René Gevers commence au Salon de Bruxelles de 1907. Il participe également à plusieurs expositions du Cercle artistique et littéraire de Bruxelles (1908, 1912, 1923, 1926). D'autres envois sont documentés au Salon de L'Union de 1908 et au Salon de printemps de 1909. Il bénéficie aussi d'une exposition personnelle au boulevard du Régent à Bruxelles en 1925 et présente régulièrement ses œuvres dans diverses galeries bruxelloises jusqu'à la fin de sa vie.
Le 4 mai 1939, René Gevers, domicilié rue de la Source no 53, meurt à l'âge de 70 ans à Saint-Gilles.

## Œuvre

### Caractéristiques
Le champ pictural de René Gevers, peintre intimiste, sensible et discret, couvre surtout les intérieurs de vieux logis, le silence des enclos monastiques des béguinages et les vieux sanctuaires dans les ténèbres éclairés par des vitraux. Il peint parfois aussi des paysages. Ses villes de prédilection sont Bruges, Malines, Gand et Bruxelles.
En 1925, une exposition personnelle lui est consacrée à Bruxelles. Ses toiles, de prise directe, sont rendues à l'huile avec un peu d'épaisseur, au pastel, au rehaussé, avec de fortes indications au fusain, selon l'effet à produire et l'émotion à exprimer. Parfois, il verse dans une sorte de stylisation et d'interprétation réduite. Sa facture est plus large qu'approfondie, ce sont des œuvres de sentiment, plus que de traduction méticuleuse. Son art relève de la flatterie pour les yeux, en raison du coloris, des jeux de clair-obscur et de la présence de la lumière.

### Sélection d'expositions
- Salon de Bruxelles de 1907 : Le Vieux canal (peinture), L'Escalier de ma chambrette (aquarelle), Recueillement et Soir d'hiver (pastels)[5].
- Salon de Bruxelles de 1914 : Soir[6].
- Exposition personnelle au boulevard du Régent à Bruxelles du 24 février au 5 mars 1925 : Intérieur à Malines, Godshuis fleuri,Godshuis à Bruges, Porte de Béguinage à Bruges, Les Riches claires, Cloître en Bretagne, Le Pèlerinage, L'Église de Villers au soir, L'Église de Haren en crépuscule, …[2].

## Honneur
- Chevalier de l'ordre de Léopold[3].